# Erwin Häussler

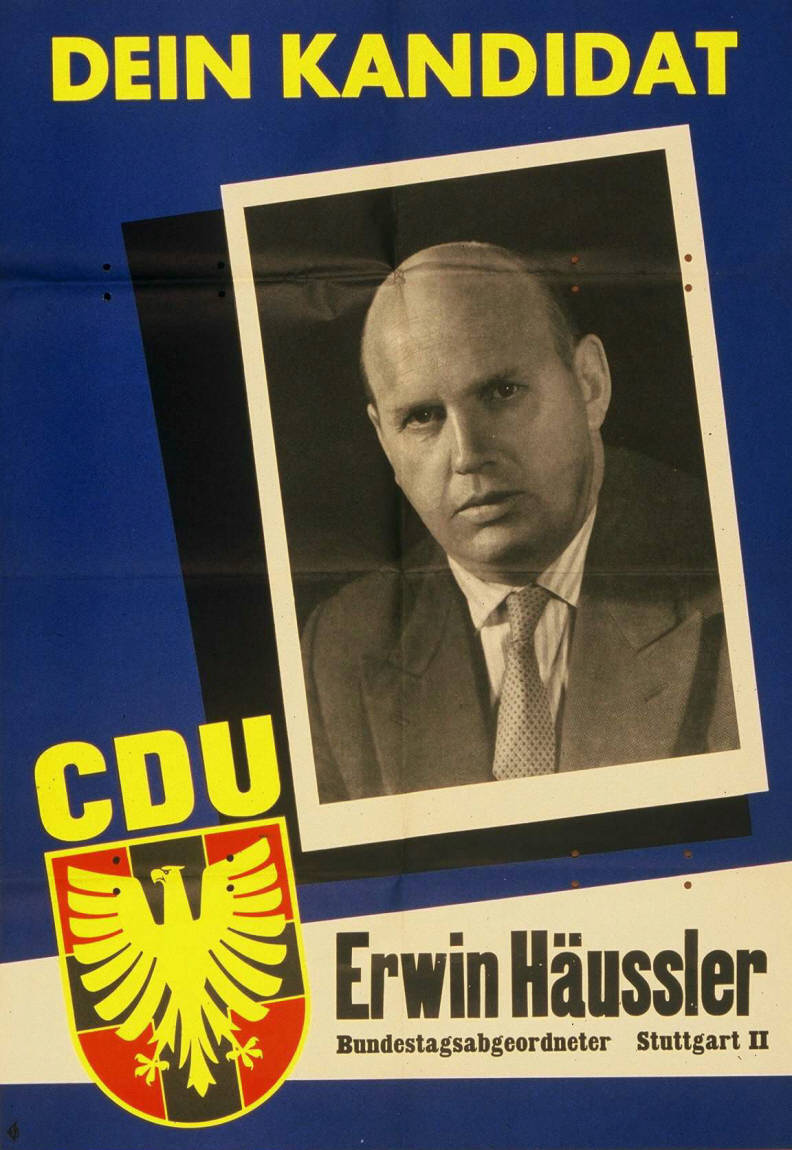
Kandidatenplakat Erwin Häusslers zur Bundestagswahl 1957

Erwin Friedrich Häussler, in manchen Quellen auch Häußler, (* 7. März 1909 in Stuttgart; † 11. Januar 1981 ebenda) war ein katholischer Laienfunktionär und deutscher Politiker der CDU.

## Leben und Beruf
Häussler, der römisch-katholischen Glaubens war, erlernte nach der Volksschule den Beruf des Schriftsetzers. Nach dem Besuch der Maschinensetzerschule wurde er Metteur und Maschinensetzer. Von 1930 bis 1936 war er Diözesansekretär der katholischen Jugend in Württemberg und Landesführer der schwäbischen Sturmschar. Er arbeitete als Redakteur der katholischen Zeitschriften Jungschwaben und Schwäbisches Jungland. Von 1933 bis 1946 war er Vorsitzender der katholischen Jugend in Stuttgart. In der Zeit des Nationalsozialismus wurde er mehrfach von der Gestapo verhört und bei ihm wurden Hausdurchsuchungen durchgeführt. Von 1939 bis 1945 leistete er Kriegsdienst.
1945 beteiligte sich Häussler an der Gründung des Katholischen Männerwerkes in der Diözese Rottenburg, deren württembergischer Landesleiter er 1946 wurde (bis 1975). Im selben Jahr wurde er Landesbeauftragter der Katholischen Jungen Mannschaft und erster Vorsitzender der DJK in Württemberg. 1947 war er Mitbegründer des Landesverbandes Württemberg des Katholischen Werkvolks, des Siedlungswerks der Diözese Rottenburg und der Siedlungsgenossenschaft Mein Heim, deren Aufsichtsratsvorsitzender er wurde. 1951 wurde er Vorsitzender der Arbeitsgemeinschaft Katholischer Organisationen und Verbände Württembergs und damit einer der einflussreichsten katholischen Laien dieses Bundeslandes. Ein Jahr später wurde er auch Kuratoriumsmitglied der Katholischen Akademie Hohenheim. Der zwölffache Vater wurde 1956 Vorsitzender des Deutschen Familienverbandes Baden-Württemberg und 1957 auch des Familienbundes Deutscher Katholiken Württembergs. 1966 wurde er Vorsitzender des Kartellverbandes der Katholischen Arbeitnehmer-Bewegung und Landesleiter des Katholischen Männerwerks Württemberg.

## Partei
Häussler war seit 1951 Mitglied des Landesvorstandes der CDU in Nordwürttemberg, seit 1963 war er stellvertretender Landesvorsitzender. Er stand dem sozialpolitischen Ausschuss des Landesverbandes vor und war auch stellvertretender Vorsitzender der CDU-Sozialausschüsse.

## Abgeordneter
Dem Stadtrat von Stuttgart gehörte Häussler von 1946 bis 1953 an. Er war von 1952 bis 1956 Abgeordneter des 1. Landtags des neu gegründeten Landes Baden-Württemberg, der gleichzeitig die verfassunggebende Landesversammlung war. 
Häussler gehörte dem Deutschen Bundestag von 1953 bis 1961 und erneut vom 20. April 1964, als er für Rudolf Vogel nachrückte, bis 1972 an und vertrat dort den Wahlkreis Stuttgart II. Von 1965 bis 1969 war er stellvertretender Vorsitzender des Bundestagsausschusses für das Bundesvermögen. Sein Schwiegersohn Roland Sauer war ebenfalls von 1980 bis 1998 für den Wahlkreis 192 Stuttgart II Bundestagsabgeordneter.

## Ehrungen und Auszeichnungen
Häussler wurde 1972 mit dem Großen Verdienstkreuz der Bundesrepublik Deutschland und 1975 mit der Verdienstmedaille des Landes Baden-Württemberg ausgezeichnet. 1979 erhielt er die Bürgermedaille der Stadt Stuttgart. In Stuttgart-Neugereut ist der Erwin-Häussler-Weg nach ihm benannt.

## Veröffentlichungen
- Der Arbeitnehmer von morgen. Mit-Eigner und Mit-Träger in der Wirtschaftsgesellschaft. Selbstverlag, Stuttgart 1955.
- mit German Stehle: Warum Investivlohn? Was ist Investivlohn? ACA, Arbeitsgemeinschaft christl. Arbeitnehmer-Organisationen, Stuttgart 1962.
- Jedem sein Eigentum. Vermögensbildung in der modernen Gesellschaft. Seewald, Stuttgart 1965.
- mit German Stehle: Eine Idee bricht sich Bahn. Investivlohn, Beteiligungslohn, eigener Arbeitsplatz. Ein sozialpolitisches Handbuch. Verlag Aktuelle Texte, Rottweil 1972.